# توشیکی کاشو
توشیکی کاشو (انگلیسی: Toshiki Kashu؛ زادهٔ ۱۶ ژانویهٔ ۱۹۷۹) بازیگر، شخصیت‌های تلویزیونی در ژاپن، و بازیگر تلویزیون اهل ژاپن است.